# Omalotheca
Omalotheca é um género botânico pertencente à família Asteraceae. Também conhecida como Coalhada Ártica.
1. ↑  «Omalotheca — World Flora Online». www.worldfloraonline.org. Consultado em 19 de agosto de 2020